# Institut fédéral de volley-ball
Maillots
Actualités
L'Institut fédéral de volley-ball (IFVB) est une structure de la Fédération française de volley basée au CREPS de Toulouse (Haute-Garonne), intégrant les meilleures joueuses françaises de la catégorie Junior (moins de 20 ans). L'IFVB est l'équivalent du CNVB chez les masculins.

## Fonctionnement
Les joueuses sélectionnées, proviennent de toute la France, métropole comme Outre-Mer. Elles restent liées à leur club d'origine tout au long de leur séjour à l'IFVB, qui peut durer jusqu'à trois ans. Cette structure permet de compléter la formation (aussi bien sportive que scolaire) des joueuses prometteuses dans un cadre fédéral, tout en participant au Championnat de France d'Élite féminine (second niveau national) ou au championnat de France de Nationale 1 (troisième niveau national) suivant les années de formation. À noter que l'IFVB a un statut spécial concernant la promotion et la relégation.
Les effectifs de l'IFVB constituent ainsi l'ossature de l'équipe de France junior.

## Historique
- 1980 : La Fédération française de volley-ball pour préparer le Championnat d'Europe junior 1982, crée une section volley-ball féminin à l'INSEP de Paris. L'équipe dispute ses rencontres sous le nom d'Espoirs de France et est engagée dans le Championnat de France de 1re division sans y être classée.
- 1982 : Les Espoirs de France terminent vice-championnes de France.
- 1985 : Les Espoirs sous le nom d'INSEP participent à la coupe de la CEV et sont éliminées en 8e de finale par les Parma Lynx (it).
- En 2004, l'INSEP se désolidarisant du volley, la FFVB est obligée de déménager sa structure au CREPS de Toulouse et prend alors le nom d'IFVB.
- En 2018, l'équipe intègre le Championnat de France féminin de volley-ball sous le nom de France Avenir 2024.

## Infrastructures

### Gymnase Cosec
De 2019 à 2023, l'équipe du pôle France bénéficie d'infrastructures de niveau professionnel en disputant ses rencontres au gymnase Cosec situé à Albi. D'une capacité de 1106 places assises, il est aussi le lieu de résidence du Volley-Ball Club Albigeois (ayant évolué en Ligue A).

### Palais des sports André-Brouat
Depuis la saison 2023-2024, l'équipe joue ses rencontres à domicile au palais des sports André-Brouat de Toulouse après un accord entre la fédération et le club masculin des Spacer's Toulouse Volley. La convention signée porte sur un engagement de quatre saisons.

## Effectifs

### Saison 2024-2025 (Ligue A)
| No                                                                                                 | Nom                                                                                                | Date de naissance                                                                                  | Taille                         | Poids                          | Poste                          |
| -------------------------------------------------------------------------------------------------- | -------------------------------------------------------------------------------------------------- | -------------------------------------------------------------------------------------------------- | ------------------------------ | ------------------------------ | ------------------------------ |
| 1                                                                                                  | Rita Sebiti                                                                                        | 29 avril 2007                                                                                      | 188                            | N/C                            | Centrale                       |
| 2                                                                                                  | Amy Attivi                                                                                         | 11 janvier 2008                                                                                    | 182                            | N/C                            | Centrale                       |
| 3                                                                                                  | Izzie Delporte                                                                                     | 18 février 2009                                                                                    | 183                            | N/C                            | Réceptionneuse-attaquante      |
| 4                                                                                                  | Kallista Jioshvili-Ravva                                                                           | 31 octobre 2006                                                                                    | 178                            | N/C                            | Réceptionneuse-attaquante      |
| 5                                                                                                  | Nina Jioshvili-Ravva                                                                               | 31 octobre 2006                                                                                    | 180                            | N/C                            | Passeuse                       |
| 6                                                                                                  | Eugénie Galabert                                                                                   | 8 février 2007                                                                                     | 181                            | N/C                            | Centrale                       |
| 7                                                                                                  | Malia Iloai                                                                                        | 19 janvier 2006                                                                                    | 183                            | N/C                            | Réceptionneuse-attaquante      |
| 8                                                                                                  | Manon Baudrillard                                                                                  | 21 juin 2007                                                                                       | 176                            | N/C                            | Passeuse                       |
| 9                                                                                                  | Maëlyss Mélinard-Chanteur                                                                          | 14 novembre 2007                                                                                   | 181                            | 62                             | Réceptionneuse-attaquante      |
| 10                                                                                                 | Charlotte Cuette                                                                                   | 5 juin 2008                                                                                        | 182                            | N/C                            | Réceptionneuse-attaquante      |
| 11                                                                                                 | Milena Margatska                                                                                   | 11 juillet 2006                                                                                    | 192                            | N/C                            | Centrale                       |
| 12                                                                                                 | Elena Sanchez                                                                                      | 16 juillet 2009                                                                                    | 179                            | N/C                            | Réceptionneuse-attaquante      |
| 13                                                                                                 | Foulématou Kaba                                                                                    | 16 janvier 2009                                                                                    | 176                            | N/C                            | Réceptionneuse-attaquante      |
| 14                                                                                                 | Naomy Govou                                                                                        | 11 février 2005                                                                                    | 184                            | N/C                            | Réceptionneuse-attaquante      |
| 15                                                                                                 | Lila Girgenti1                                                                                     | 7 novembre 2006                                                                                    | 186                            | 56                             | Réceptionneuse-attaquante      |
| 16                                                                                                 | Noa Randrianantenaina                                                                              | 28 juin 2007                                                                                       | 162                            | N/C                            | Libero                         |
| 17                                                                                                 | Bénaïa Ossoro                                                                                      | 17 janvier 2009                                                                                    | 181                            | N/C                            | Réceptionneuse-attaquante      |
| 18                                                                                                 | Eve-Yorène Mathi                                                                                   | 8 novembre 2007                                                                                    | 191                            | N/C                            | Passeuse                       |
| 19                                                                                                 | Emma Converty                                                                                      | 7 avril 2009                                                                                       | 183                            | N/C                            | Réceptionneuse-attaquante      |
| 20                                                                                                 | Judith Brunier Balandras                                                                           | 26 octobre 2005                                                                                    | 179                            | N/C                            | Centrale                       |
| 21                                                                                                 | Syriel Mvongo Essama                                                                               | 27 mai 2008                                                                                        | 182                            | N/C                            | Centrale                       |
| 22                                                                                                 | Paloma Havas                                                                                       | 21 janvier 2010                                                                                    | 183                            | 64                             | Passeuse                       |
| 23                                                                                                 | Charlotte Canonge                                                                                  | 6 août 2005                                                                                        | 205                            | N/C                            | Centrale                       |
| 24                                                                                                 | Romane Rouquette                                                                                   | 6 février 2009                                                                                     | 159                            | N/C                            | Libero                         |
| | | |                                |                                |                                |
| Encadrement technique                                                                              | Encadrement technique                                                                              | | Légende                        | Légende                        | Légende                        |
| Entraîneur : Félix André                                                                           | Entraîneur : Félix André                                                                           | Entraîneur : Félix André                                                                           | : Capitaine                    | : Capitaine                    | : Capitaine                    |
| Entraîneur(s) adjoint(s) : Étienne Bideaud, Gaël Le Draoulec, Franck Varambon, François de Tschudy | Entraîneur(s) adjoint(s) : Étienne Bideaud, Gaël Le Draoulec, Franck Varambon, François de Tschudy | Entraîneur(s) adjoint(s) : Étienne Bideaud, Gaël Le Draoulec, Franck Varambon, François de Tschudy | : Joueuse blessée actuellement | : Joueuse blessée actuellement | : Joueuse blessée actuellement |

1 joueuse ayant quitté l'effectif fin décembre 2024.

## Historique du logo

logo de 2009 à ?.
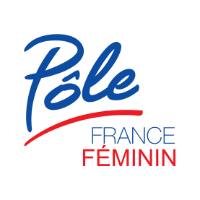
logo de ?
logo depuis ?.